# Salto con gli sci ai XIV Giochi olimpici invernali
Nel salto con gli sci ai XIV Giochi olimpici invernali furono disputate due gare, dal trampolino normale K70 e dal trampolino lungo K90, entrambe riservate agli atleti di sesso maschile. Le medaglie assegnate furono ritenute valide anche ai fini dei Campionati mondiali di sci nordico 1984.

## Risultati

### Trampolino normale
La gara dal trampolino normale si disputò il 12 febbraio dalle ore 15:00 sul trampolino Igman K70 e parteciparono 58 atleti, che effettuarono due salti con valutazione della distanza e dello stile.
| Posizione | Atleta            | Nazione        | Punti |
| --------- | ----------------- | -------------- | ----- |
| 1         | Jens Weißflog     | Germania Est   | 215,2 |
| 2         | Matti Nykänen     | Finlandia      | 214,0 |
| 3         | Jari Puikkonen    | Finlandia      | 212,8 |
| 4         | Stefan Stannarius | Germania Est   | 211,1 |
| 5         | Rolf Åge Berg     | Norvegia       | 208,5 |
| 6         | Andreas Felder    | Austria        | 205,6 |
| 7         | Piotr Fijas       | Polonia        | 204,5 |
| 8         | Vegard Opaas      | Norvegia       | 203,8 |
| 9         | Jeff Hastings     | Stati Uniti    | 203,5 |
| 10        | Jiří Parma        | Cecoslovacchia | 202,7 |

### Trampolino lungo
La gara dal trampolino lungo si disputò il 18 febbraio dalle ore 14:00 sul trampolino Igman K90 e parteciparono 53 atleti, che effettuarono due salti con valutazione della distanza e dello stile.
| Posizione | Atleta            | Nazione        | Punti |
| --------- | ----------------- | -------------- | ----- |
| 1         | Matti Nykänen     | Finlandia      | 231,2 |
| 2         | Jens Weißflog     | Germania Est   | 213,7 |
| 3         | Pavel Ploc        | Cecoslovacchia | 202,9 |
| 4         | Jeff Hastings     | Stati Uniti    | 201,2 |
| 5         | Jari Puikkonen    | Finlandia      | 196,6 |
| 6         | Armin Kogler      | Austria        | 195,6 |
| 7         | Andreas Bauer     | Germania Ovest | 194,6 |
| 8         | Vladimír Podzimek | Cecoslovacchia | 194,5 |
| 9         | Stefan Stannarius | Germania Est   | 188,6 |
| 10        | Horst Bulau       | Canada         | 188,3 |

## Medagliere per nazioni
| Posizione | Nazione        | Oro | Argento | Bronzo | Totale |
| --------- | -------------- | --- | ------- | ------ | ------ |
| 1         | Finlandia      | 1   | 1       | 1      | 3      |
| 2         | Germania Est   | 1   | 1       | 0      | 2      |
| 3         | Cecoslovacchia | 0   | 0       | 1      | 1      |